# جاناتان زیدکو
جاناتان زیدکو (انگلیسی: Jonathan Zydko؛ زادهٔ ۱۲ ژانویهٔ ۱۹۸۴) بازیکن فوتبال اهل فرانسه است.
از باشگاه‌هایی که در آن بازی کرده‌است می‌توان به باشگاه فوتبال متس، باشگاه فوتبال وی‌اف‌آر آلن، و باشگاه فوتبال زاربروکن اشاره کرد.